# Mathurin Jacques Brisson
Mathurin Jacques Brisson (30 de abril de 1723-Croissy-sur-Seine, 23 de junio de 1806) fue un zoólogo y filósofo francés.

## Biografía
Brisson nació en Fontenay-le-Comte. La primera parte de su vida la empleó en el estudio de la historia natural, sus obras en esta etapa incluyen Le Règne animal (1756) y Ornithologie (1760).
Después de la muerte de R. A. F. Reaumur, del que era asistente, abandonó el estudio de la naturaleza y fue nombrado profesor de filosofía natural en Navarra y posteriormente en París. Su obra más importante durante este periodo fue Pesanteur Spécifique des Corps (1787) aunque publicó otros libros sobre temas de física, campo en el que tenía una considerable reputación en su época.
Murió en Croissy cerca de París.

## Obra
- Brisson, M.J. (1760). Ornithologie ou méthode contenant la division des oiseaux en ordres, sections, genres, especes & leurs variétés. A laquelle on a joint une description exacte de chaque espece, avec les citations des auteurs qui en ont traité, les noms qu'ils leur ont donnés, ceux que leur ont donnés les différentes nations, & les noms vulgaires (en francés). Tome I. - pp. 1-24, 1-526, 1-73, pl. 1-37. París: Bauche. Disponible en Biodiversitas Heritage Library.
- Regnum animale in classes IX distributum sive Synopsis methodica. Haak, París, Leiden 1756–1762
- Ornithologia sive Synopsis methodica sistens avium divisionem in ordines, sectiones, genera, species, ipsarumque varietates. Bauche, París, Leiden 1760–1763
- Supplementum Ornithologiæ sive Citationes, descriptionesque antea omissæ & species de novo adjectæ, ad suaquaque genera redactæ. París 1760
- Lettres de deux Espagnols sur les manufactures. Vergera 1769
- Dictionnaire raisonné de physique. Thou, París 1781–1800
- Observations sur les nouvelles découvertes aërostatiques. Lamy, París 1784
- Pesanteur spécifique des corps. Ouvrage utile à Histoire Naturelle, à la Physique, aux Arts & au Commerce. l'imprimerie royale, París 1787
- Traité élémentaire ou Principes de physique. Moutard & Bossange, París 1789–1803
- Trattato elementare ovvero Principi di fisica. Grazioli, Florenz 1791
- Die spezifischen Gewichte der Körper. Leipzig 1795
- Suplemento al Diccionario universal de física. Cano, Madrid 1796–1802
- Principes élémentaires de l'histoire naturelle et chymique des substances minérales. París 1797
- Anfangsgründe der Naturgeschichte und Chemie der Mineralien. Maguncia 1799
- Instruction sur les nouveaux poids et mesures. París 1799
- Elémens ou Principes physico-chymiques. Bossange, París 1800
- Elements of the natural history and chymical analysis of mineral substances. Ritchie, Walker, Vernor & Hood, Londres 1800
- Tratado elemental ó principios de física. Madrid 1803–1804

## Abreviatura (zoología)
La abreviatura Brisson  se emplea para indicar a Mathurin Jacques Brisson como autoridad en la descripción y taxonomía en zoología.